# Sesai
Sesai era um clã dos anaquins que vivia em Hebrom, cujo nome vem dos filhos de Anaque na Bíblia Sagrada. Os clãs foram expulsos da cidade por Caleb e da Tribo de Judá.
Os dois irmãos de Sesai eram Aimã e Talmai.